# 天主教松索納特教區
天主教松索納特教區（拉丁語：Dioecesis Sonsonatensis）是薩爾瓦多一個羅馬天主教教區，屬聖薩爾瓦多總教區。
教區成立於1986年5月31日，包括松索納特省全省。2010年有教友439,000人（佔轄區總人口80.1%）、廿六個堂區、四十三名司鐸。現任教區主教為康斯坦丁·巴雷拉·莫拉雷斯。